# Chico y Chica
Chico y Chica est un groupe d'electropop et indie pop espagnol, originaire de Bilbao. Il est formé en 1997 par José Luis Rebollo (alias Chico, Chencho Goñi, Chen LeBon, Rey Sakakarán Neroly, Madel et José Luis) et Alicia San Juan (alias Chica, Rosa de los Vientos, Rose Manfredi, Lady Eel et Alicia).
Depuis leurs débuts en 1996, ils se caractérisent par leur style pop et electro indépendant. Les mélodies et les rythmes de leurs albums sont principalement dansants et accompagnés de textes et chœurs ironiques et accrocheurs.

## Biographie
Chico y Chica se forment à Bilbao au milieu des années 1990. Après avoir auto-publié deux démos - Cancione's (1996) et Extra-You (1997) - ils participent à la compilation Lujo y Miseria (1997), éditée par Acuarela, et ensuite rééditée par Austrohungaro. Dans leurs premières années, ils donnent seulement une poignée de concerts durant l'Épiphanie à Bilbao, le premier étant en 1996, et le dernier en 2001.
En 2000, ils publient leur premier morceau avec Austrohúngaro, No me preguntes la hora. Un CD-single de cinq chansons, interrompu, est publié, et comprend le morceau-titre utilisé pendant la campagne de communication du festival Sónar en 2001. Si (2001), leur premier album studio, contient 11 chansons. Avec un style musical majoritairement electropop, bien que parfois purement acoustique (Por qué la ha escogido), les paroles abordent des histoires quotidiennes avec un humour décalé et des anecdotes exagérées
En 2004, Status est publié, et considéré par la presse comme l'un des albums de la décennie, en témoigne le portail Jenesaispop, qui classe l'album 91e dans son top 100. Il est présenté le 1er juin au Teatro Arriaga de Bilbao avant une tournée de concerts appelée Sácate partido. Avec 13 chansons, il est intégralement enregistré sur ordinateur et sans instruments acoustiques. Il comprend notamment le morceau Crisfer, el terror del Tupinamwa, dont la protagoniste Irina est une femme « qui va d'elle-même sur une île hantée par la présence d'un grand monstre mythologique. »
En 2008 sort l'EP Bomba latina, qui comprend quatre chansons et une cinquième piste, de plus de 22 minutes. Deux des chansons (Bomba latina et Tierras de Egipto) sont des morceaux originaux du groupe, la troisième (Liberty) est une chanson déjà connue de la série 4 en Alicante, et la quatrième (Marionetas de Pueblo) est une reprise de Puppet on a String de Sandie Shaw.
La Joven Investigadora (2011), un single/EP numérique, inclut une reprise de la chanson Indicios de arrepentimiento de Carlos Berlanga, avec laquelle le groupe contribue sur la compilation hommage Viaje Satélite Alrededor De Carlos Berlanga publiée en 2010 au label El Volcán. Il atteint la 5e place sur la liste de ventes d'iTunes Espagne. En 2012 sort Los Estudiosos, un album publié sous « format album EMI technopop continental », selon les dires du groupe. Il est présenté à Madrid, dans la salle OchoyMedio, et positivement accueilli.
L'édition single vinyle de Findelmundo (2014), morceau initialement inclus dans Status, est la première collaboration de la série Golden Greats.
En mai 2016 sort Notario, considéré pop en format disque, comprenant 15 morceaux et un livre de 68 pages. À la fin 2017 sort le single vinyle Un, dos, tres, orgasmo.

## Discographie
- 2000 : No me preguntes la hora (Austrohúngaro)
- 2001 : Si (Austrohúngaro)
- 2004 : Status (Austrohúngaro)
- 2008 : Bomba latina (Austrohúngaro)
- 2011 : La Joven investigadora (Austrohúngaro)
- 2012 : Los Estudiosos (Austrohúngaro)
- 2012 : Rapsodia de Los Estudiosos (Austrohúngaro)
- 2013 : Arcoiris (Austrohúngaro)
- 2014 : Findelmundo (Austrohúngaro)
- 2016 : Notario (Austrohúngaro)
- 2017 : Un, dos, tres, orgasmo (Austrohúngaro)